# Brandon Boykin
Brandon Boykin (Fayetteville, 13 luglio 1990) è un giocatore di football americano statunitense che gioca nel ruolo di cornerback per i Baltimore Ravens della National Football League (NFL). Fu scelto nel corso del quarto giro (112º assoluto) del Draft NFL 2012 dai Philadelphia Eagles. Al college ha giocato a football a Georgia.

## Carriera professionistica

### Philadelphia Eagles
Il 28 aprile 2012, Boykin fu scelto nel corso del quarto giro del Draft 2012 dagli Eagles. L'11 maggio 2012, il giocatore firmò con la franchigia un contratto quadriennale. Nella sua stagione da rookie disputò tutte le 16 partite, 4 delle quali come titolare, mettendo a segno 31 tackle, 1 sack, 7 passaggi deviati e un fumble forzato.
Nella prima gara della stagione 2013 vinta contro i Washington Redskins, Boykin mise a segno il primo intercetto in carriera su Robert Griffin III. Il secondo fu nella settimana 5 su Eli Manning dei New York Giants. Nella settimana 11 intercettò ancora Griffin III, oltre a forzare un fumble, contribuendo a interrompere una striscia di 10 sconfitte consecutive di Philadephia in casa. Nell'ultima gara della stagione, gli Eagles affrontarono i Dallas Cowboys all'AT&T Stadium in una sfida che avrebbe visto la vincente aggiudicarsi la NFC East division e la perdente venire eliminata dalla corsa ai playoff. Boykin fu decisivo intercettando un passaggio di Kyle Orton nel finale di gara e gli Eagles trionfarono tornando alla post-season dopo due stagioni di assenza. La sua stagione terminò al secondo posto nella NFL con 6 intercetti, oltre a 47 tackle e 2 fumble forzati.

### Pittsburgh Steelers
Durante la pre-stagione 2015, Boykin fu scambiato coi Pittsburgh Steelers. L'accordo prevedette che nel caso Boykin avesse preso parte al 60% o più degli snap difensivi degli Steelers, Pittsburgh avrebbe cedere la propria scelta del quarto giro del Draft 2016 della NFL alla squadra di Philadelphia. Nel caso invece Boykin avesse preso parte ad una minore percentuale di snap, la scelta che Pittsburgh avrebbe dovuto cedere sarà quello del quinto giro.

### Carolina Panthers
Il 28 marzo 2016, Boykin firmò un contratto di un anno con i Carolina Panthers.

## Statistiche
| Partite totali      | 64  |
| Partite da titolare | 7   |
| Tackle totali       | 145 |
| Sack                | 2,0 |
| Intercetti          | 8   |

Statistiche aggiornate alla stagione 2015